# Kiến Giang
Kiến Giang is een thị trấn en tevens de hoofdplaats in het district Lệ Thủy, een van de districten in de Vietnamese provincie Quảng Bình. Kiến Giang heeft ruim 3.185 inwoners op een oppervlakte van 12,69 km².

## Geschiedenis
Kiến Giang is in 1986 opgericht.

## Verkeer en vervoer
Đông Phú ligt aan de Tỉnh lộ 565.